# Luisenstraße 178 (Mönchengladbach)

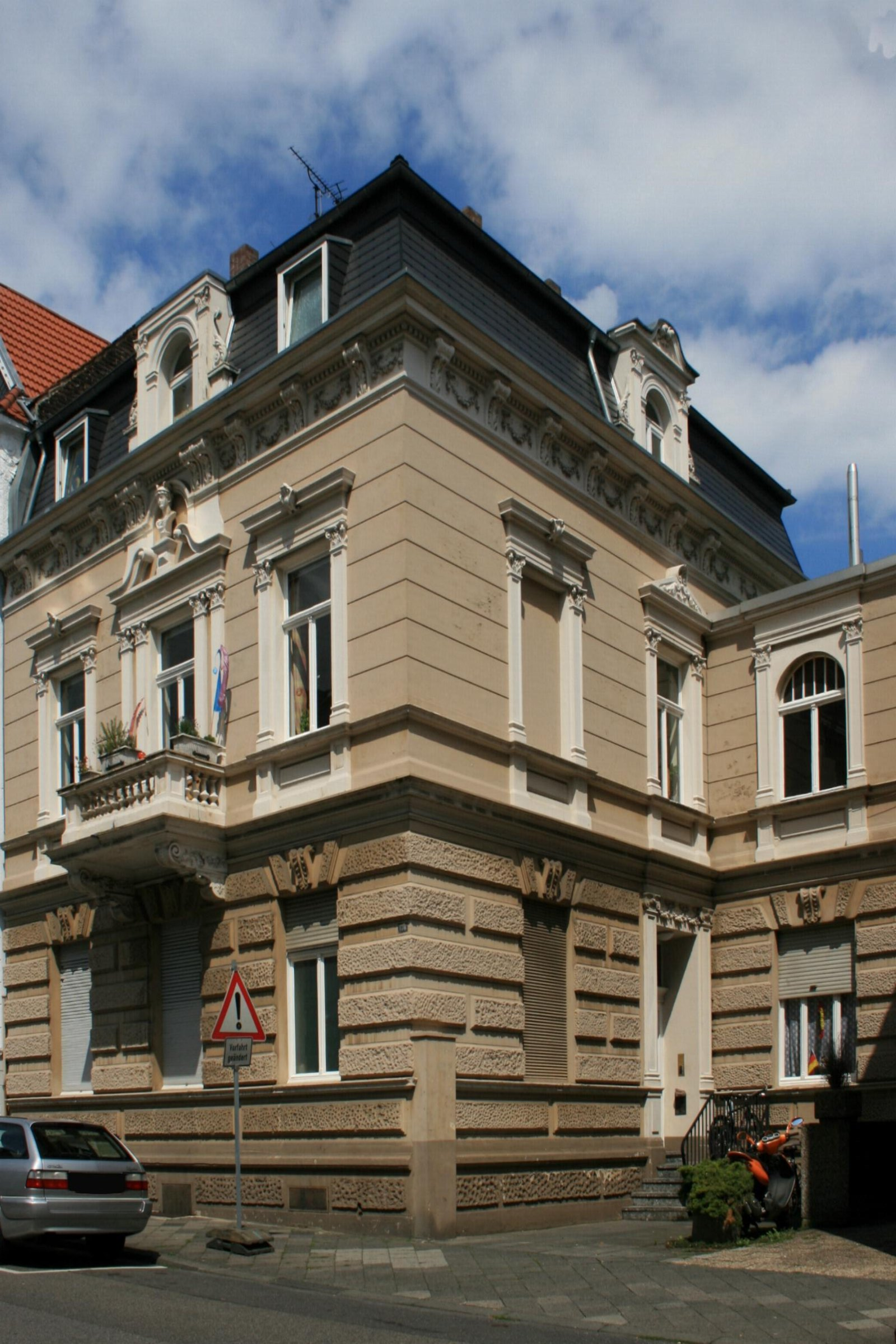
Wohnhaus (2010)

Das Wohnhaus Luisenstraße 178 befindet sich in Mönchengladbach (Nordrhein-Westfalen) im Stadtteil Westend.
Das Gebäude wurde um die Jahrhundertwende 19./20. Jahrhundert erbaut. Es wurde unter Nr. L 007 am 4. Dezember 1984 in die Denkmalliste der Stadt Mönchengladbach eingetragen.

## Architektur
Die Objekte Luisenstraße 178 und 180 bilden eine im Zusammenhang erhaltene Baugruppe. Bei dem Objekt handelt es sich um ein zweigeschossiges Wohnhaus mit Mansarddach aus der Jahrhundertwende. Der rechtsseitlich zweigeschossige Anbau mit Flachdach ist um etwa 6 m zur Luisenstraße zurückversetzt.